# Resiniferatoxin
Resiniferatoxin (viết tắt: RTX) là một hóa chất tự nhiên được tìm thấy từ nhựa cây đại kích Euphorbia resinifera ở Maroc và Euphorbia poissonii ở Nigeria.. RTX có tính năng hoạt động hóa học mạnh mẽ tương tự Capsaicin, hóa chất tạo ra vị cay của ớt.

## Đặc tính sinh học
Resiniferatoxin tinh khiết có độ cay lên đến 16.000.000.000 SHU, gấp 500-1.000 lần Capsaicin, khiến nó trở thành hợp chất cay nhất được biết đến.